# 135ª Divisione cavalleria corazzata "Ariete"
La 135ª Divisione cavalleria corazzata "Ariete" fu costituita a Ferrara il 1º aprile 1943 sul comando della 2ª Divisione Celere e unità di cavalleria corazzata. Non avendo ancora finito il periodo di addestramento, il 26 luglio fu spostata a nord di Roma, per sostituire in quella zona la 136ª Divisione legionaria corazzata "Centauro". Inquadrata nel Corpo d'Armata Motocorazzato partecipò il 9 settembre ed il 10 settembre ai combattimenti contro le unità tedesche nella zona del Lago di Bracciano e di Porta San Paolo. Fu sciolta ufficialmente il 12 settembre 1943.

## La vita operativa
Ricostituita il 1º aprile 1943 con la denominazione 135ª Divisione cavalleria corazzata "Ariete" inglobando i reggimenti di cavalleria "Montebello", "Lucca" e "Vittorio Emanuele II", i reggimenti di artiglieria 135º e 235°, il CXXXV Battaglione semoventi controcarro da 75/34 (mobilitato dal 32º reggimento carristi) e, infine, il CXXXIV Battaglione misto genio, iniziò l'addestramento in Emilia e in Friuli, ma prima che questo addestramento fosse completato, venne il 25 luglio e la divisione fu richiamata d'urgenza a Roma, per sostituire la 136ª Divisione legionaria corazzata "Centauro" (ex 136ª Divisione Corazzata M) che doveva essere spostata a est di Roma, dato che lo Stato Maggiore del Regio Esercito non aveva fiducia della fedeltà "politica" di questa divisione. L'unità venne inquadrata nel Corpo d'Armata Motocorazzato (generale Giacomo Carboni) e fu assegnata alla difesa nord di Roma fra il Lago di Bracciano ed i capisaldi di Monterosi e Manziana.
Il comando venne affidato dal 1º aprile 1943 al generale Raffaele Cadorna.
Sebbene la forza teorica prevista fosse di 9.500 uomini, 247 carri/semoventi e 84 pezzi di artiglieria, alla data dell'armistizio dell'8 settembre la forza effettiva era di 8.500 uomini, con 176 mezzi blindati e corazzati, circa 70 cannoni e 92 mitragliere contraeree da 20 mm. Il 9 settembre 1943, in seguito alle vicende che seguirono la proclamazione dell'armistizio, la Divisione si trovò impegnata nella difesa di Roma, dove dopo un iniziale successo dovette cedere ai tedeschi. Fu sciolta il 12 settembre seguente. La Divisione contrastò con successo il passo, per tutta la giornata del 9 settembre, alla 3. Panzergrenadier-Division rafforzata da unità della 26. Panzer-Division. A Monterosi venne bloccata l'avanguardia della autocolonna tedesca dal sacrificio del Sottotenente Ettore Rosso e dei suoi genieri, cui seguì la decisa resistenza del Reggimento "Cavalleggeri di Lucca" ed il III Gruppo del 135º Reggimento Artiglieria su pezzi da 149/19 che respinsero l'attacco delle unità germaniche, in quello che può essere indicato come il più importante scontro tra truppe corazzate italiane e tedesche della seconda guerra mondiale.
Il generale Cadorna scrisse: «La giornata del 9 settembre si era chiusa sul fronte nord in modo nettamente a noi favorevole [...] ma solo a liberazione del Nord avvenuta potei, con accurate indagini, accertare la reale portata del successo; nel settore di Monterosi le forze nemiche d'attacco ammontarono a 29 carri armati, 50 autocarri, 25 motocarrelli, provenienti da Ronciglione; le perdite nemiche una quarantina di carri armati, un centinaio di autocarri, 2 batterie rese inefficienti; a Manziana 40 carri armati e semoventi da 88 e 50 autocarri presenti, 30 carri armati distrutti. Il parroco di Monterosi riferì che i tedeschi di passaggio parlavano di 500-800 uomini perduti». Altre fonti indicano - per il settore di Monterosi - perdite inferiori: tra gli italiani la perdita di 20 uomini e 4 carri armati, oltre ad una cinquantina di feriti, tra i tedeschi le perdite similari con qualche mezzo blindato in più andato in fiamme.
Durante il corso del combattimento, a seguito della precipitosa fuga di Vittorio Emanuele III e dei più alti rappresentanti dell'apparato politico-militare italiano verso il Sud, l'intero Corpo Motocorazzato schierato a nord di Roma ricevette l'ordine di ritirarsi ed attestarsi a Tivoli, a protezione della Via Tiburtina (sull'asse Roma-Pescara), abbandonando di fatto ogni volontà di difesa della Capitale. In un clima di grande caos, con direttive ambigue o assenti da parte degli Alti comandi, mentre erano in corso trattative con i tedeschi, nella giornata del 10 alcune compagnie della Divisione furono inviate, al comando del generale Dardano Fenulli, vicecomandante dell'Ariete, per supportare il Reggimento "Granatieri di Sardegna" nella zona Porta San Paolo e Ardeatina dove combatteva anche un battaglione misto del 4º Reggimento carristi (comandante il Capitano Luigi Battisti) contro gli attacchi della 2. Fallschirmjäger-Division (paracadutisti). L'operazione era in corso ed erano già stati debellati alcuni nuclei nemici quando, nel pomeriggio del 10 settembre, sopravvenne l'accordo di resa contro i tedeschi e Cadorna ordinò il rientro dei reparti.
Il giorno successivo il comando del Corpo d'armata motocorazzato, ormai ridotto quasi a nulla a causa del dissolvimento dei reparti, fu formalmente affidato al generale Cadorna, il quale si diede alla macchia per unirsi al Fronte Militare Clandestino coordinato dal colonnello Giuseppe Cordero Lanza di Montezemolo.
Con la conseguente requisizione delle armi da parte dei tedeschi il 12 settembre la Divisione fu sciolta.

## Organico divisionale all'aprile 1943
All'atto della costituzione l′Ariete aveva il seguente organico:
- Comando della V brigata corazzata per la divisione Ariete (Gen. B. Dardano Fenulli dal 1º aprile 1943)
- Raggruppamento Esplorante Corazzato (R.E.Co.) "Lancieri di Montebello"
- 10º Reggimento Corazzato "Lancieri di Vittorio Emanuele II"
- 16º Reggimento Motorizzato "Cavalleggeri di Lucca"
- 135º Reggimento Artiglieria corazzata
- 235º Reggimento Artiglieria semovente
- CXXXV Battaglione Semoventi Controcarro da 75/34 (mobilitato dal Deposito del 32º Reggimento Carristi e al comando del Maggiore dei carristi Aldo Riscica)
- X Gruppo Complementi
- CXXXIV Battaglione Misto del Genio
- 135ª Sezione Sanità
- 135ª Sezione Sussistenza

Il Reggimento corazzato "Lancieri di Vittorio Emanuele II", ordinato su tre Gruppi Squadroni I, II e III, aveva in organico per ogni Gruppo Squadroni tre squadroni; ogni squadrone (equivalente ad una compagnia) era costituito da 2 plotoni semoventi M42 da 75/18 (10 mezzi) e uno di carri M15/42 (5 mezzi più due carri comando), per un totale di 10 semoventi M42 da 75/18 e 7 nuovi carri M15/42, un'evoluzione dell'M14/41 usati nelle campagne precedenti. In tal modo, ogni Gruppo Squadroni schierava un totale di 30 semoventi M42 da 75/18 e 21 carri M15/42. È probabile che non tutti gli squadroni fossero a pieno organico.
Mezzi corazzati della divisione:
- Carro armato M15/42 (63 del reggimento corazzato e 21 del R.E.Co.)
- L40 (12 più 4 del plotone comando, tutti del R.E.Co.)
- Semovente da 75/18 su scafo M13 (100, 10 del R.E.Co., 90 del rgt. corazzato)
- Semovente 75/18 su scafo M41 (24, tutti del 235º rgt. art. semovente)
- Semoventi da 75/34 su scafo M42 (12, tutti del CXXXV battaglione semoventi controcarro, ordinato in due compagnie)
- Ansaldo 105/25 M.43, tutti del 235º rgt. art. semovente, Gruppi 600° e 601°. Quest'ultimo avrebbe dovuto essere in organico alla Divisione Corazzata M.[senza fonte]
- Carri comando per reparto semovente (12, 1 per ogni batteria)

Totale (270)
- Autoblindo (42, 34 del R.E.Co. e 4 del rgt. motorizzato)
- Moto (252, 176 del R.E.Co. e 176 del rgt. motorizzato)
- Pezzi Breda 20/65 Mod. 1935 contraerei (48)
- Pezzi di artiglieria (36)